# Cartago (municipio)
Cartago (en árabe: قرطاج‎, romanizado: Qarṭāj) es una comuna en la gobernación de Túnez, Túnez. 
Se llama así debido a, que incluye en su área, el sitio arqueológico de Cartago.
Fundado en 1919, el  municipio de Cartago se encuentra a unos 15 km al este-noreste de Túnez, situado entre las ciudades de Sidi Bou Said, al norte, y Le Kram hacia el sur. Es posible llegar desde Túnez por la carretera R23 a través de La Goleta, o por la carretera N9 a través del  Aeropuerto Túnez-Cartago.
La población a partir de enero de 2013, se estimaba en 21,276, en su mayoría residentes ricos.
El Palacio presidencial de Cartago (palacio presidencial de Túnez) se encuentra en la costa.
Cartago tiene seis estaciones de tren de la línea TGM entre Le Kram y Sidi Bou Said: Cartago Salammbo (llamada así por Salambo, la ficticia, la hija de Amílcar), Cartago Byrsa (llamada así por Byrsa), Cartago Dermech (Dermèche), Cartago Aníbal (por el general y estadista Aníbal), Cartago Présidence (llamado así por el Palacio Presidencial) y Cartago Amílcar (llamado así por Amílcar).

## Historia
La Cartago romana fue destruida tras la invasión musulmana de 698, y permaneció sin desarrollo por más de mil años (siendo reemplazada en la función de capital de la región por la medina de Túnez regida por los árabes y posteriormente por los otomanos), hasta el establecimiento del protectorado francés de Túnez en 1881.
La catedral de San Luis de Cartago fue construida en Byrsa en 1884.
En 1885, el Papa León XIII reconoció el renacimiento de la Arquidiócesis de Cartago como el primado de África y a Charles Lavigerie como su cardenal.
De estilo europeo, las villas fueron construidas a lo largo de la playa a partir de 1906; una de esas villas fue elegida por Habib Bourguiba , como palacio presidencial en 1960.
El municipio fue creado por decreto del 15 de junio de 1919.
La construcción del Aeropuerto Túnez-Cartago, que fue financiado en su totalidad por Francia, comenzó en 1944, y en 1948 el aeropuerto se convirtió en el principal centro de la línea aérea Tunisair. En la década de 1950 el Lycée Français de Cartago fue creado para servir a las familias francesas en Cartago. En 1961 fue dado al gobierno de Túnez como parte de la Independencia de Túnez, entonces el cercano Colegio de Maurice Cailloux en La Marsa, anteriormente un anexo del Liceo Francés de Cartago, fue rebautizado como el Lycée Français de La Marsa y comenzó a servir a nivel de Liceo. Actualmente es la Escuela Gustave Flaubert.
Después de la independencia de Túnez, en 1956, la conurbación de la ciudad de Túnez de poco a poco se extendió alrededor del aeropuerto, y Cartago es ahora un suburbio de la ciudad de Túnez.
En febrero de 1985, Ugo Vetere, el alcalde de Roma, y Chedly Klibi, alcalde de Cartago, firmaron un tratado simbólico "oficialmente" terminando con el conflicto entre sus ciudades, que había sido supuestamente extendido por la falta de un tratado de paz por más de 2.100 años.
La oficina del alcalde fue manejada por Chedli Klibi, de 1963 a 1990, por 
Fouad Mebazaa de 1995 a 1998, por Sami Tarzi de 2003 a 2011, y por Azedine Beschaouch desde 2011.
La monumental mezquita Málik ibn Anas (también mezquita El Abidine ; (جامع مالك بن أنس (سابقا جامع العابدين)), construida en un área de tres hectáreas en la colina Odéon, fue inaugurada en 2003.

### Sitios

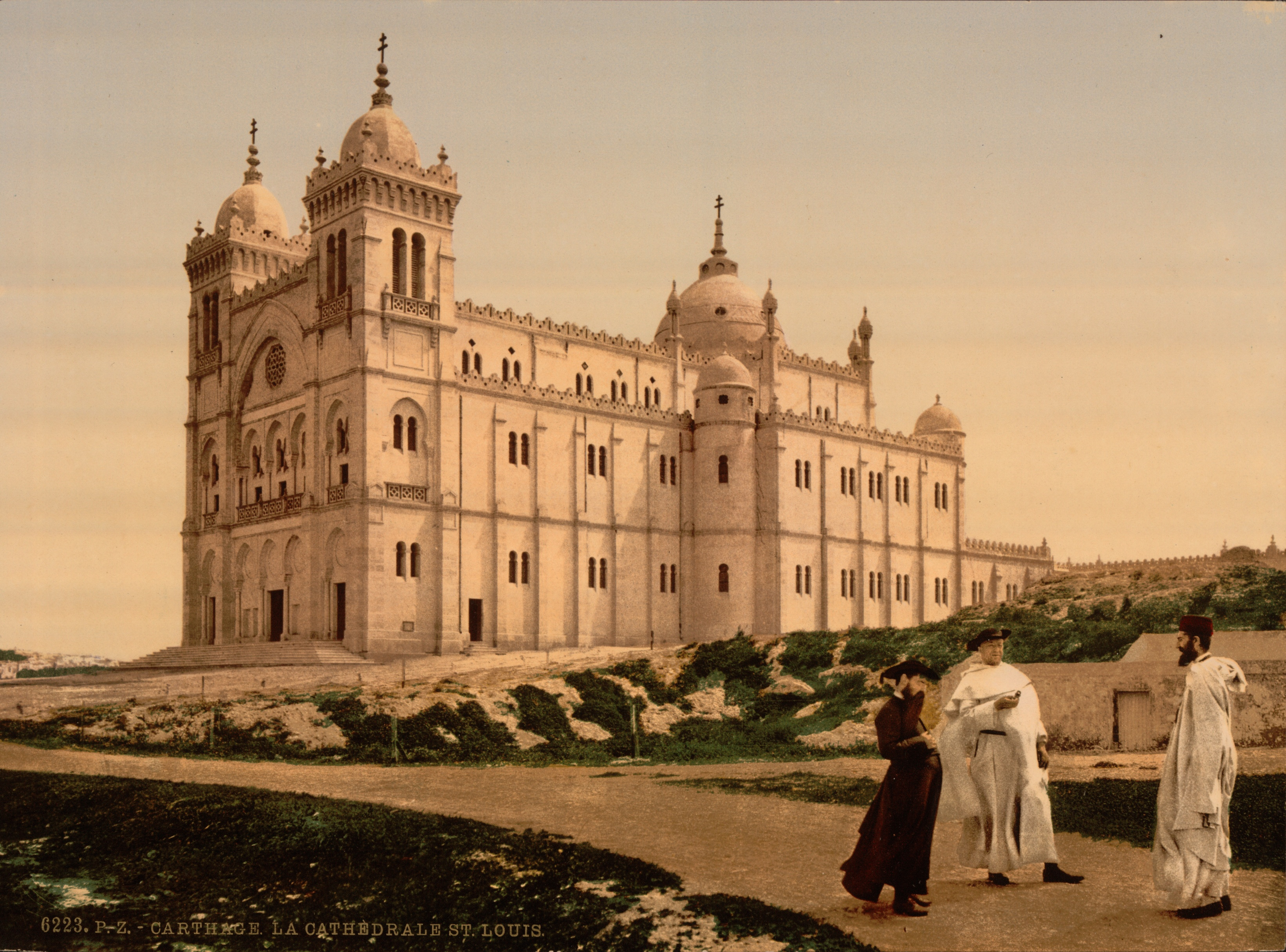
Catedral de San Luis de Cartago (fotografía de 1899 ).
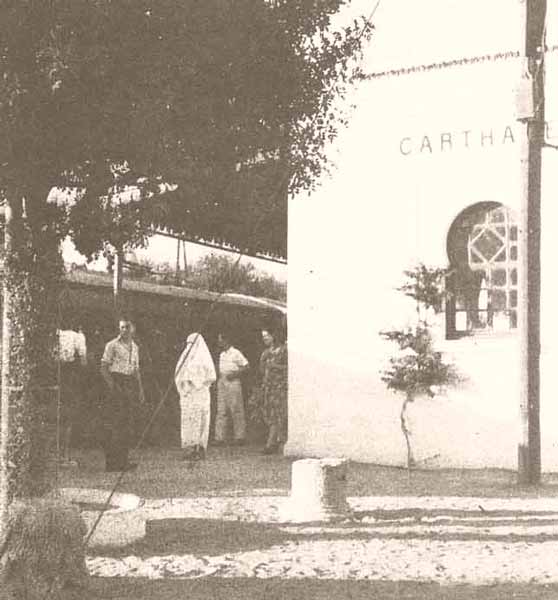
Estación TGM Cartago (fotografía de 1940).
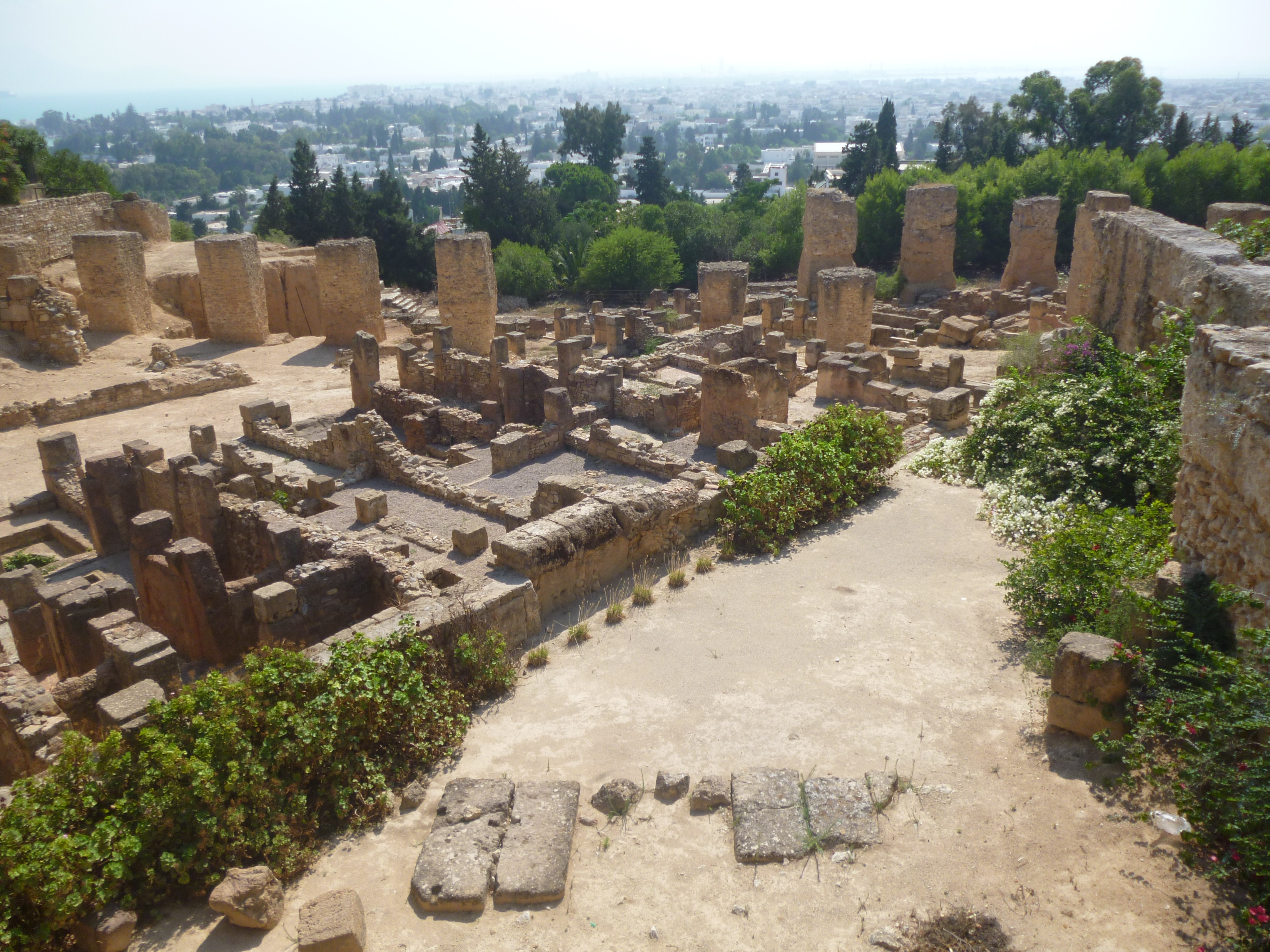
Sitio arqueológico de Cartago.
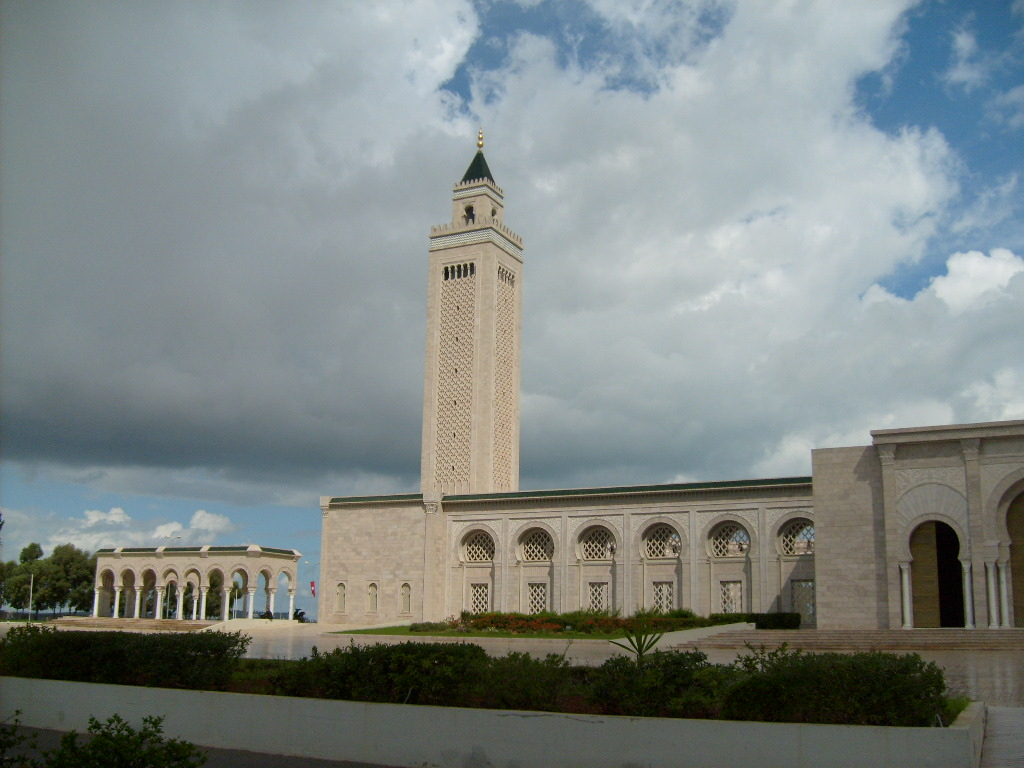
Mezquita Málik ibn Anas (fachada sur, fotografía de 2008).